# 聖餐 (小説)
『聖餐』（せいさん）は石原慎太郎原作による小説。2002年幻冬舎より刊行。性を売り物とするクリエイターが警察から無実の罪で逮捕され、全てを失ったその怨みの念から展開される復讐劇を軸に物語は展開される。
単純な「反体制小説」の枠を超えたその衝撃的な世界観から、以後幾つかのアダルトビデオなどで翻案による作品が世に送り出され凄惨な描写から大きな反響を呼んだ。